# Памятники садово-паркового искусства
Памятники садово-паркового искусства — историко-культурные памятники, которые органично включают в свой состав растения, особенности ландшафта (холмы, источники воды и водопады, долины ручьёв или рек, камни, скалы, дальние пейзажные перспективы, иногда заболоченные участки), архитектурные сооружения, скульптуры, цветники.

## Исторические данные

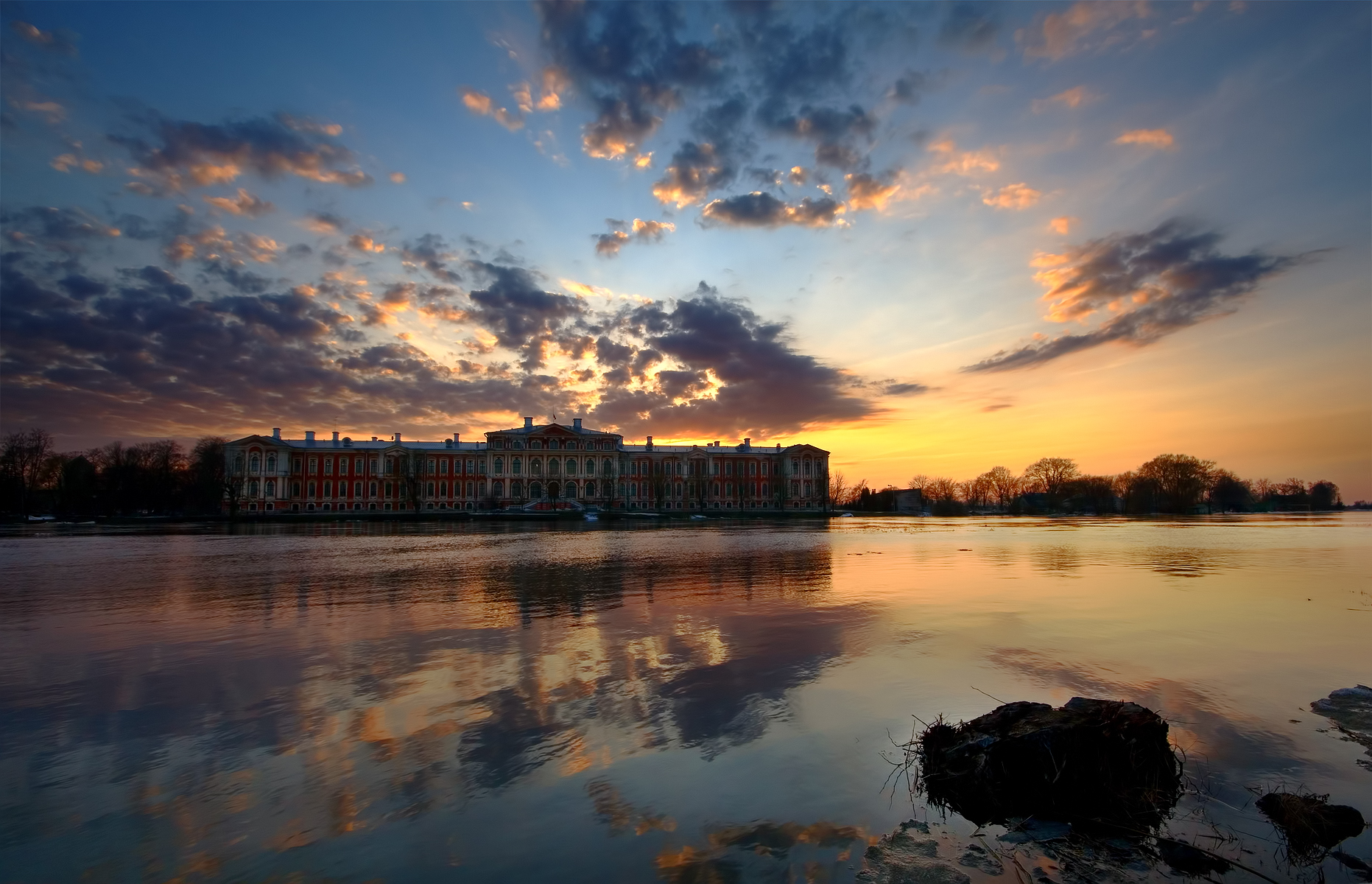
Митавский дворец и остатки сада

Садово-парковое искусство имеет давнюю историю. Его происхождение уходит в глубь веков и является признаком цивилизации, окультуривания природной среды. Садово-парковое искусство относится к синтетическим видам искусств и является одним из наиболее сложных и трудоёмких, ведь оперирует с неодушевленными вещами и живыми существами — растениями.
Подобно живому существу, парк проходит этапы рождения, становления, расцвета и смерти. На вид парка значительно влияют вкусы обладателей, природные условия, изменения мод, наличие ухода или его отсутствие, социальные катастрофы. Деревья имеют свой период существования. Если уход за парком происходит на протяжении веков, мертвые деревья заменяют аналогами.

## Сад и парк

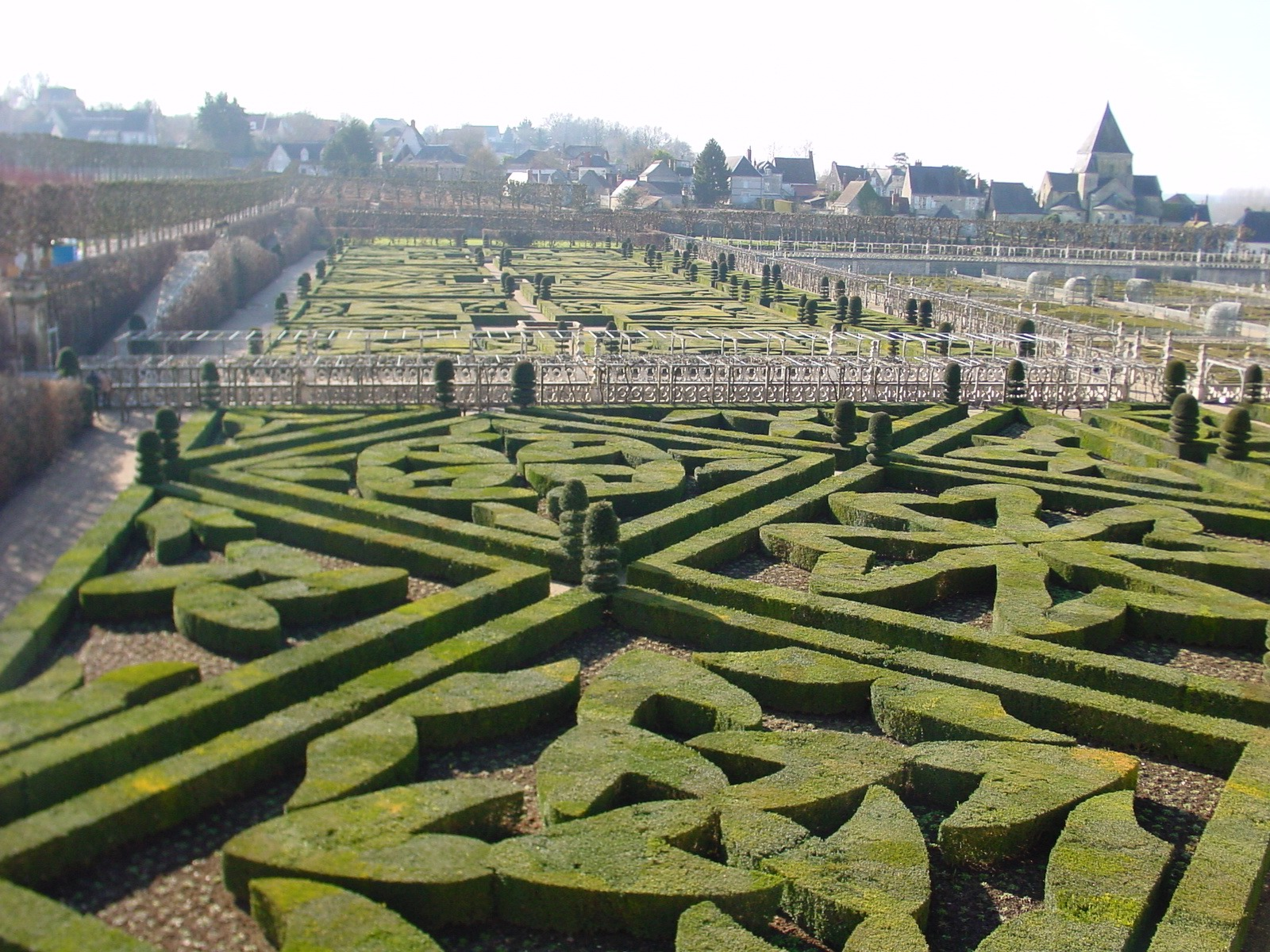
Плодовый сад и декоративный огород замка Виландри, Франция. Восстановление по историческим планам.

Понятие «сад» и «парк» недалеко ушли друг от друга и часто бывают заменителями друг друга. Но у них разные функции и достаточно самостоятельные объекты человеческой деятельности.
- Сад — преимущественно сельскохозяйственный объект для выращивания и получения фруктов и ягод.
- Парк — преимущественно художественный объект с особой планировкой, включением различных архитектурных сооружений от малых архитектурных форм (беседки, павильоны) до дворцов, театров, стадионов, различных спортивных площадок. Доля исторических парков имела в своем составе и участок плодового сада (плодовый сад и огород в замке Виландри, в парке Во-ле-Виконт, Франция, в парках пригородов Санкт-Петербурга. В современных парках от этих установок обычно уходят, а функции плодового сада и парка — разграничивают.

## Переход в состав памятников
Сады довольно быстро перешли в состав памятников. В Древней Греции искусственно созданный сад быстро приблизился к статусу священной рощи. Даже если сад не имел подобного статуса, каждая постройка в нём становилась его визиткой и имела статус памятника. Так получилось с садами Академии в Афинах.
Название происходит от имени мифического героя Академа. Тот помог братьям-близнецам Кастору и Поллуксу вызволить из неволи царевну Европу. По легенде, Академ был похоронен именно в этом саду. Сад Академа выбрали своей резиденцией философы. Именно здесь гулял и вёл диспуты вместе с учениками и последователями философ Платон (427—347 гг. до н. э.). Школа получила название Академия. Даже упоминание об Академе делала его памятником культуры, философии, европейской античной цивилизации вообще.

## Изменения парка Версаль

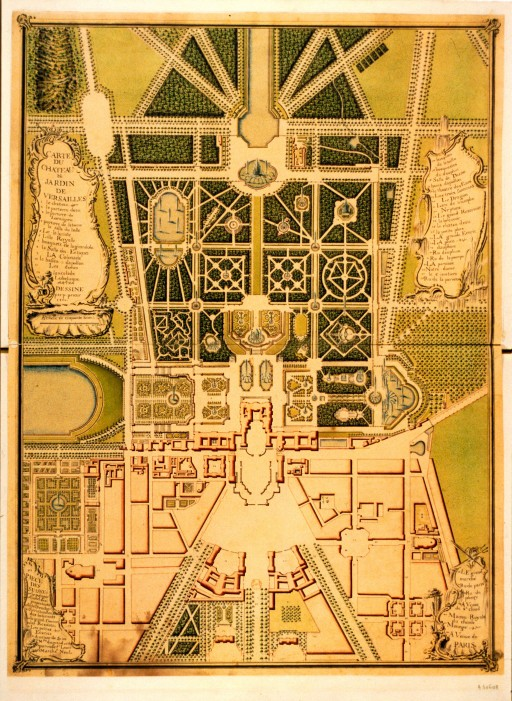
Версаль, план на середину XVIII века

Чаще было наоборот даже с ухоженными и известными парками. Так, парк Версаля начал менять свой облик уже через тридцать лет с начала постройки. Часть деревьев, высаженных наспех, засохла. Чрезмерно сильное вмешательство в жизнедеятельность растений, энергичное выстригание кустов и деревьев, обеднение почв не способствовало их сохранению. Началось сокращение участков сада. Предположительно первоначальная площадь парка в Версале достигала 1700 га. В XX в. территорию парка ограничили в 600 га. Это было сокращение в три раза, хотя грандиозные перспективы исторического парка были сохранены.
Ещё большие изменения произошли в его растительном составе. Сухие деревья вырубили. В XVIII веке несколько первоначальных видов растений просто заменили на новые и часто из других географических зон. Так, в конце XVIII в. парк Версаля получил новые участки с растениями из Северной Америки, которых не было здесь во времена королевского ландшафтного архитектора Андре Ленотра, да и не могло тогда быть. Клён остролистный, высаженный в парке, повел себя как в природе. Он давал проращивание 95—97 процентов собственных семян. Появились новые кленовые рощи, а другие деревья были вытеснены.
Ещё больше изменений произошло в результате природных бурь. В 1990 и в декабре 1999 года над Францией пронеслись два урагана. Их разрушительные последствия были отмечены на 70 % территории страны. Национальное бюро лесного хозяйства Франции зафиксировало гибель примерно 30 000 000 деревьев страны. В исторических участках садов Версаля были вырваны с корнем и повалены около 10 000 деревьев. Восстановление исторического облика этих участков растянется на 100—150 лет.

#### Гравюры с историческими пейзажами парка Версаль

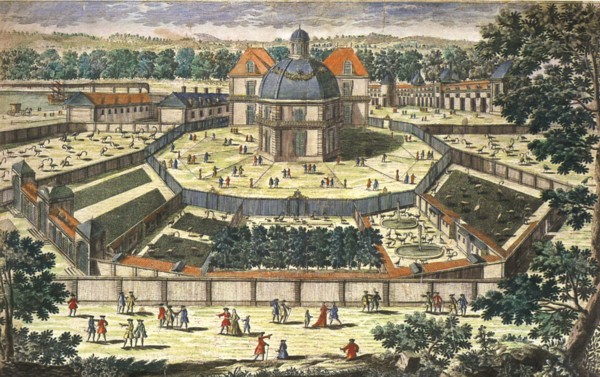
Версаль, Менажерея - помещения для редких и экзотических птиц
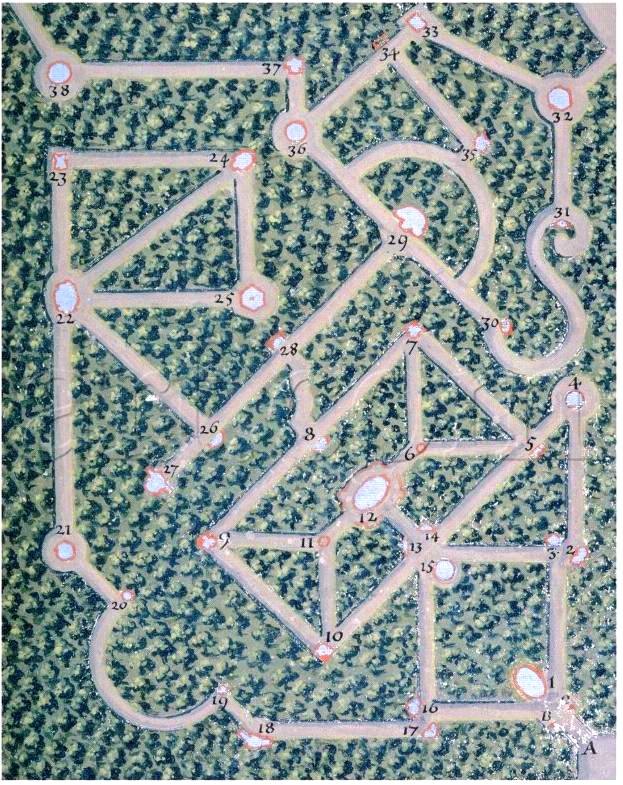
Лабиринт в парке Версаль, план
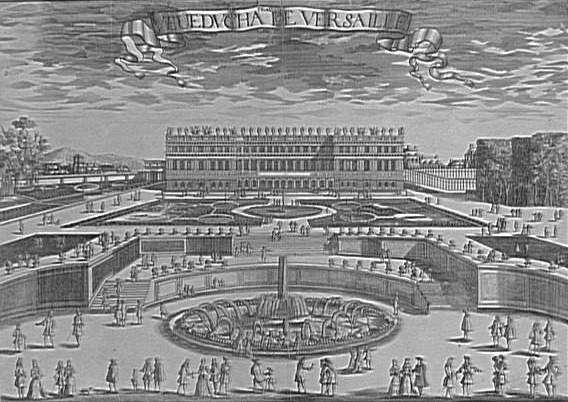
Первоначальный партер, 1674 год.
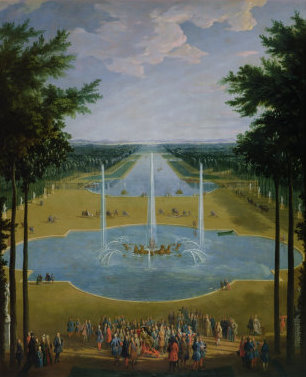
Фонтан Аполлон

## Сады возрождения, маньеризма, барокко
Традиция создания садов как мест благородного досуга, философских бесед, поэтических состязаний, театральных представлений возродили в эпоху Возрождения в Италии. Даже небольшие сначала сады получили собственные планировки, были украшены фонтанами, скульптурами, скамейками, лужайками. Мемориальное значение в честь семьи Медичи приобрел сад при вилле Поджо-а-Кайано. Для создания виллы пригласили известного архитектора Джулиано да Сагнгалло. Сооружение имело характер переходного периода и компромиссно сочетало итальянскую строительную традицию с элементами древнеримской архитектуры (аркада цокольного этажа, портик с треугольным фронтоном). Часто архитектор выступал и как проектант сада, и как садовник.
Мемориальный характер приобрел и сад Боболи, что имел несколько участков садов, созданных в разные десятилетия. Сады Боболи стали школой для флорентийских скульпторов, где работали Бертольдо ди Джованни, Микеланджело Буонарроти и другие.

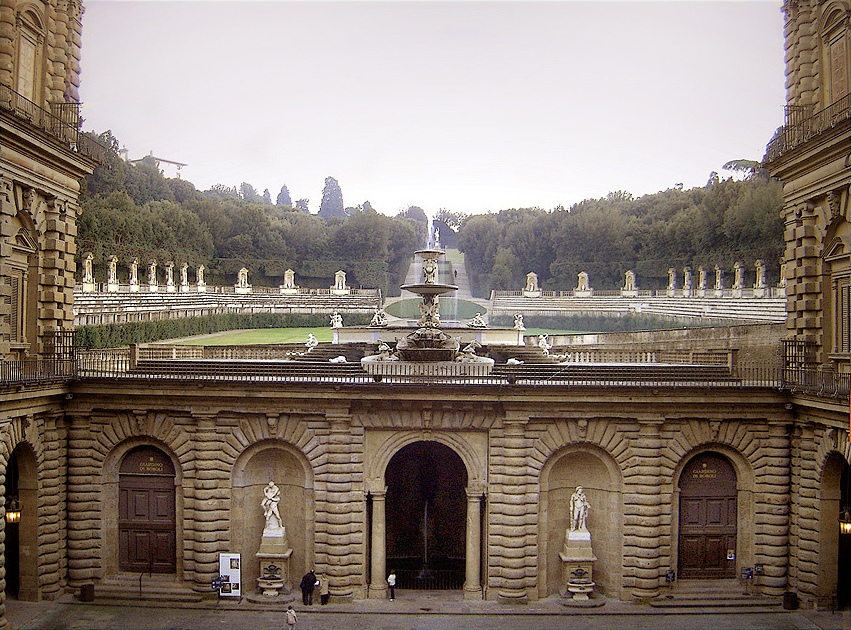
Вид садов Боболи от дворца, Флоренция
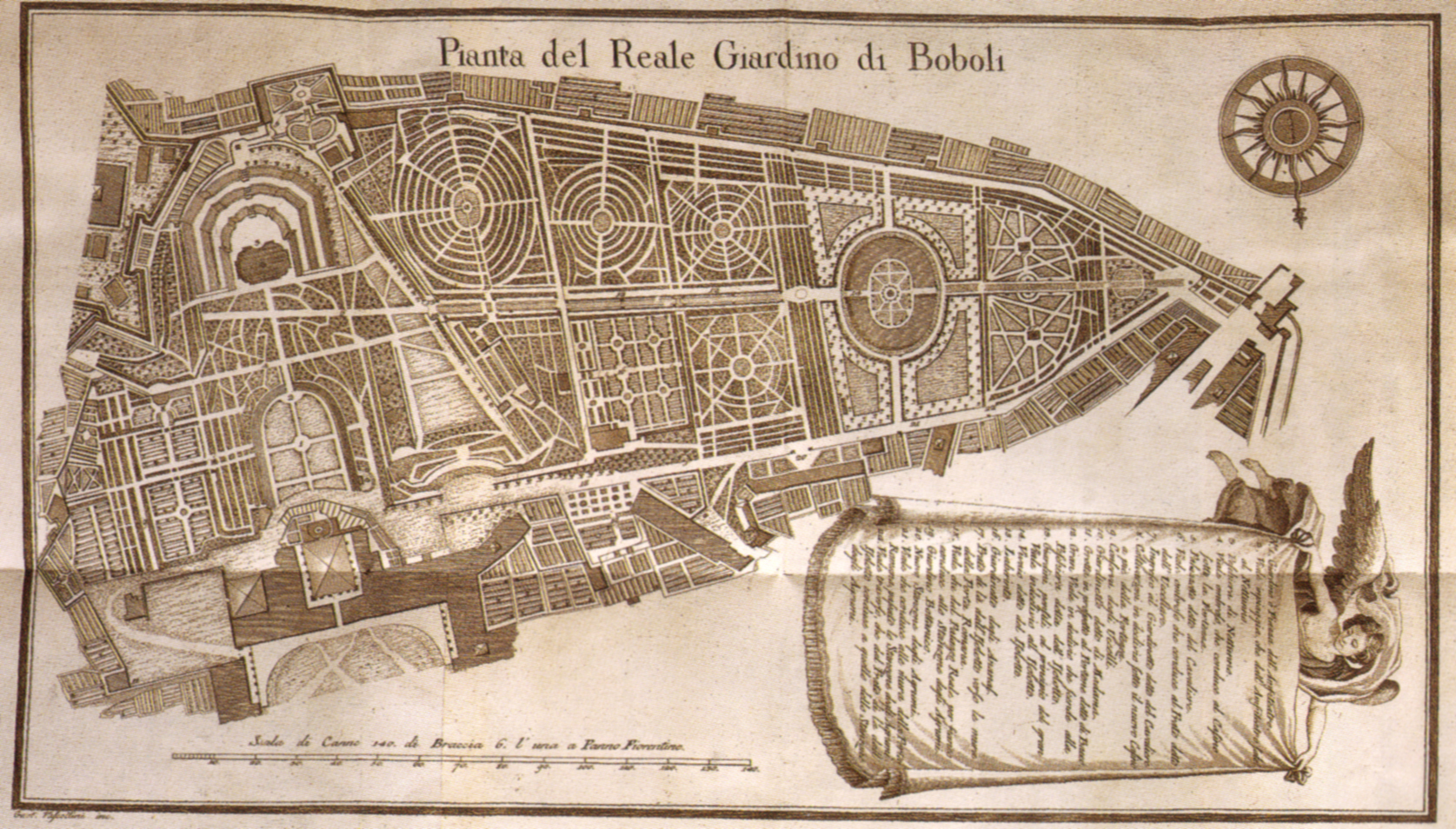
Сады Боболи в XVIII в., план
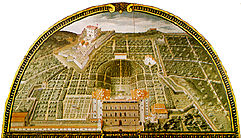
Первоначальное расположение дворца Питти к перестройкам и сад эпохи Возрождения, историческая часть
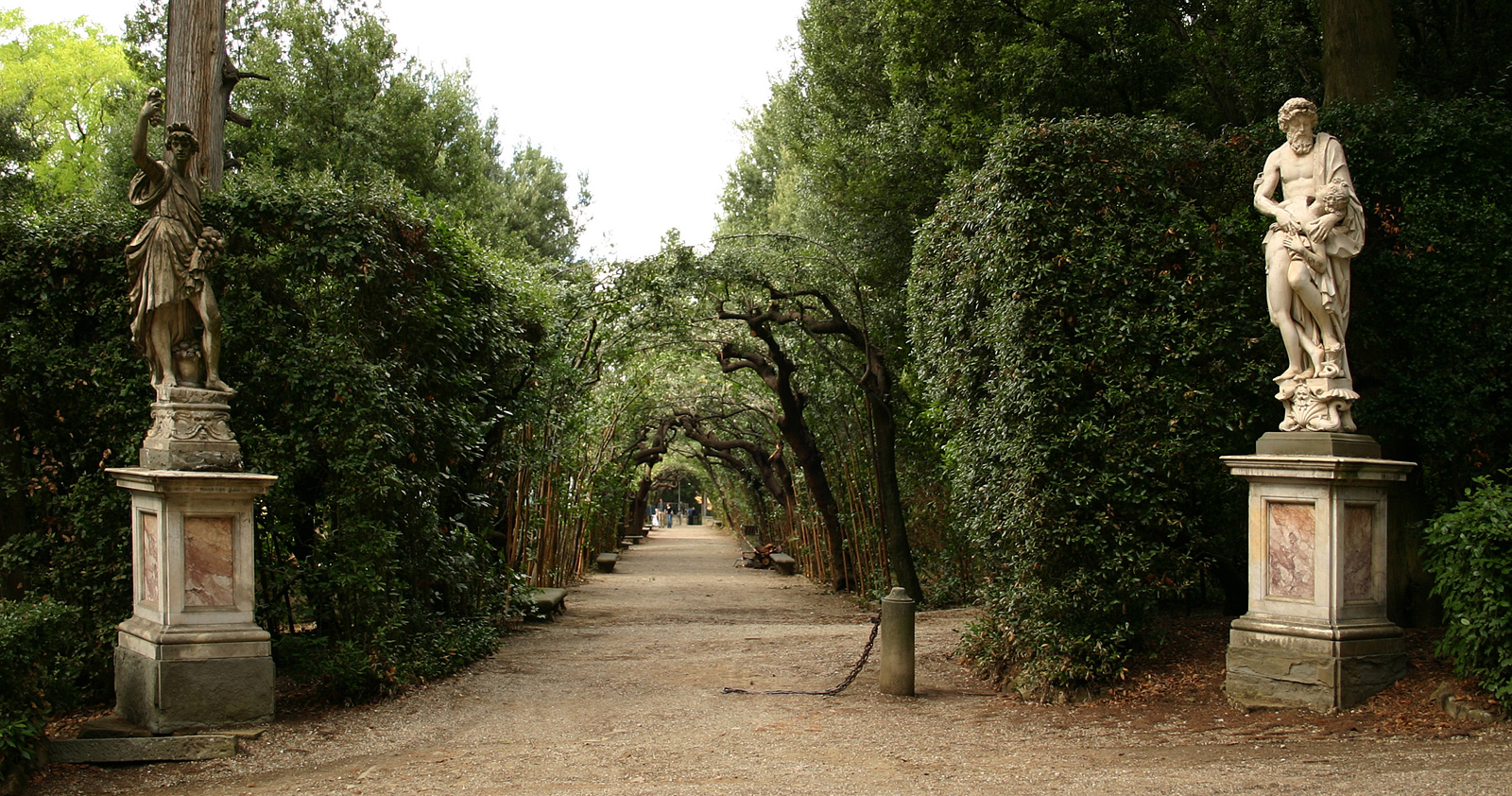
Сады Боболи, барочный участок

Сады эпохи маньеризма XVI в. — прославленная страница садоводства Западной Европы, начавшаяся с развития садовых традиций эпохи возрождения и выработки своего типа садово-паркового ансамбля, придания им первых величественных образов. Сады эпохи маньеризма чрезвычайно повлияли на дальнейшее развитие садово-паркового искусства эпохи барокко 17-18 веков в разных уголках не только Европы, но и мира (сады барокко в Исландии, сад барокко в Пекине при дворце китайского императора, сад барокко врача Бидлоо в Москве т.д.). В XX веке в северной Италии с использованием стилистики маньеризма создан сад Ла Скарцуола (архитектор Томазо Бузы (1900—1981), Умбрия), где развиты традиции итальянского сада добароккового периода (парк Бомарцо).

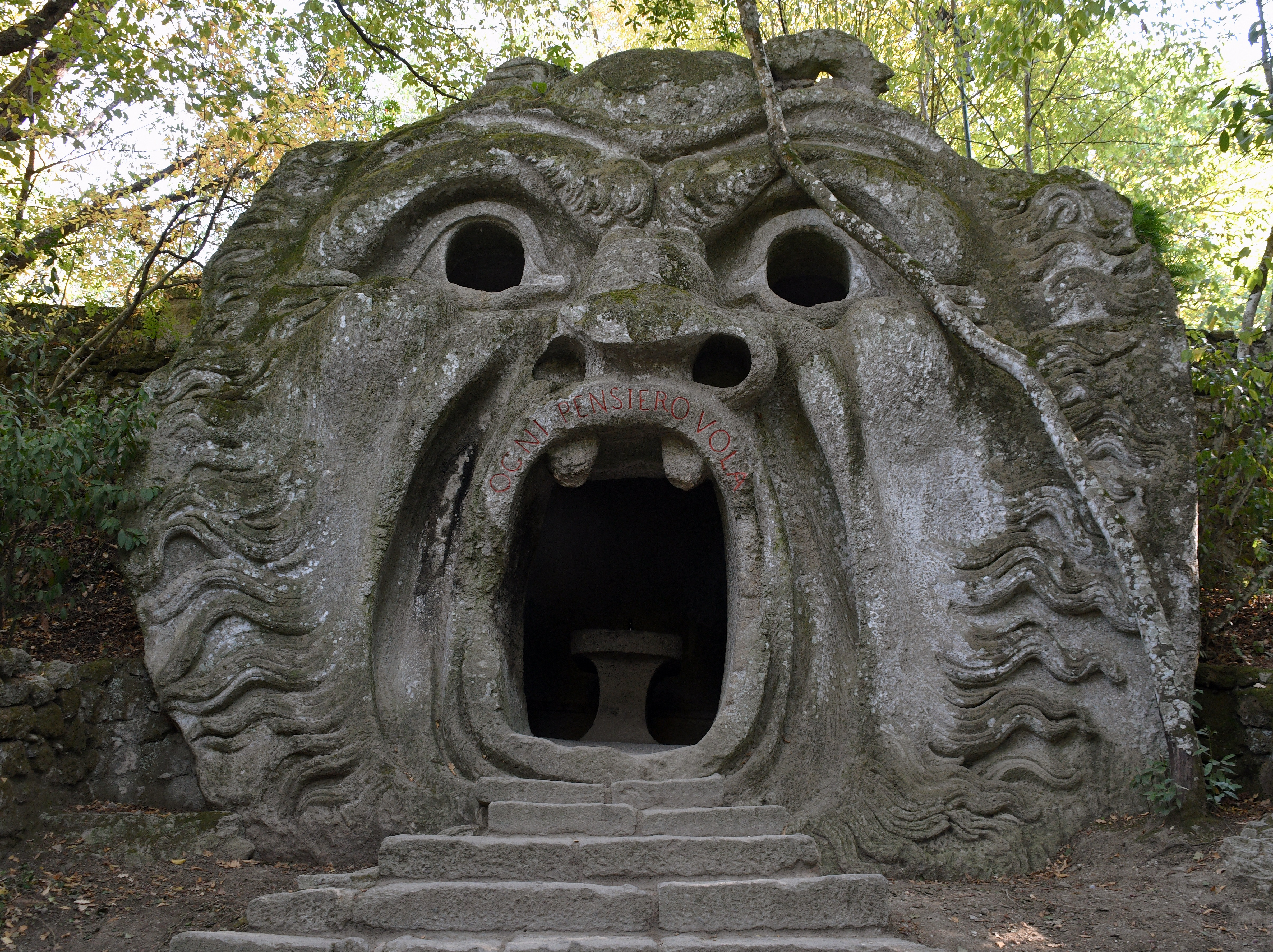
Сад эпохи маньеризма Бомарцо, Италия, павильон
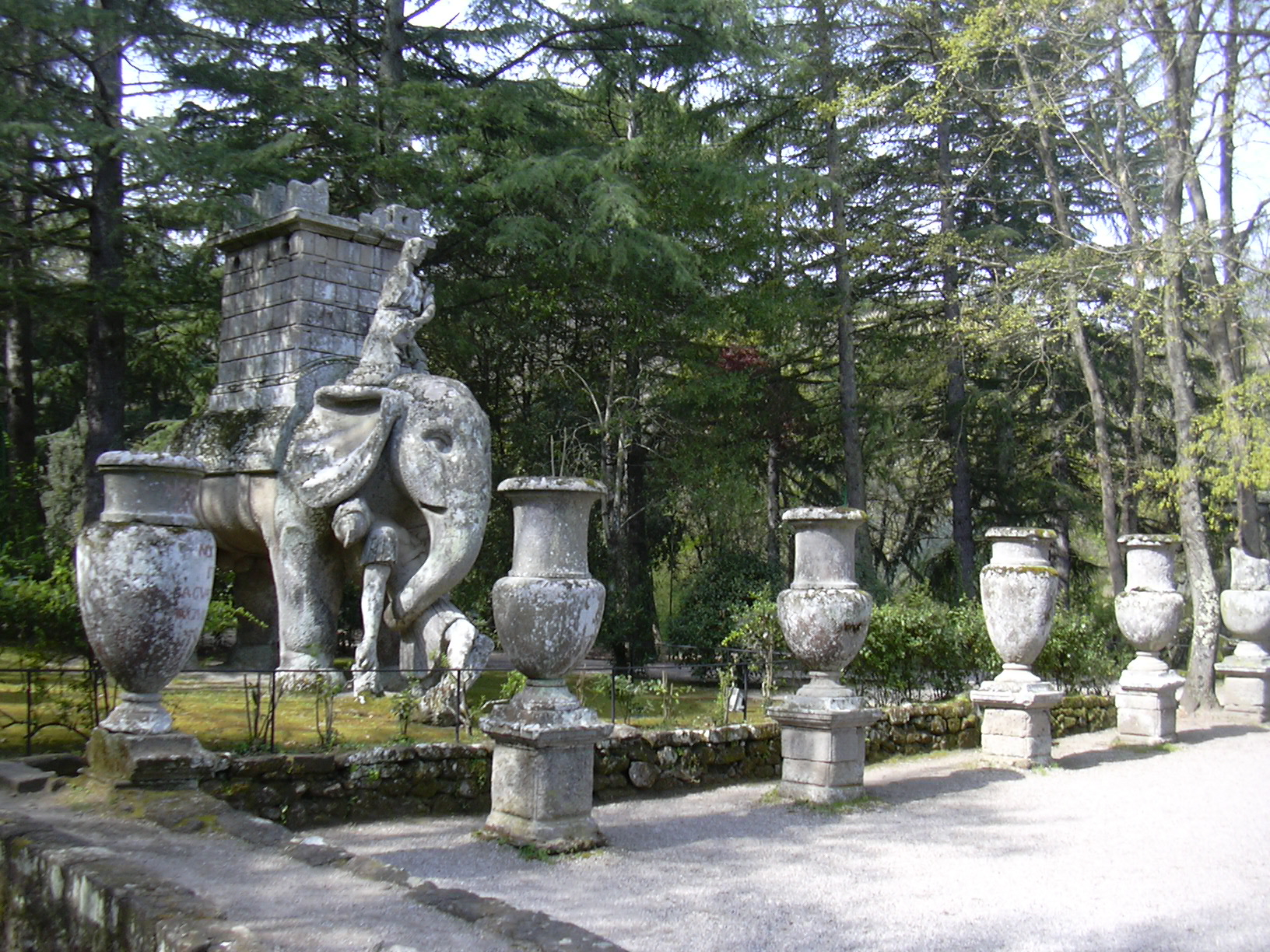
Сад Бомарцо, Слон и вазы
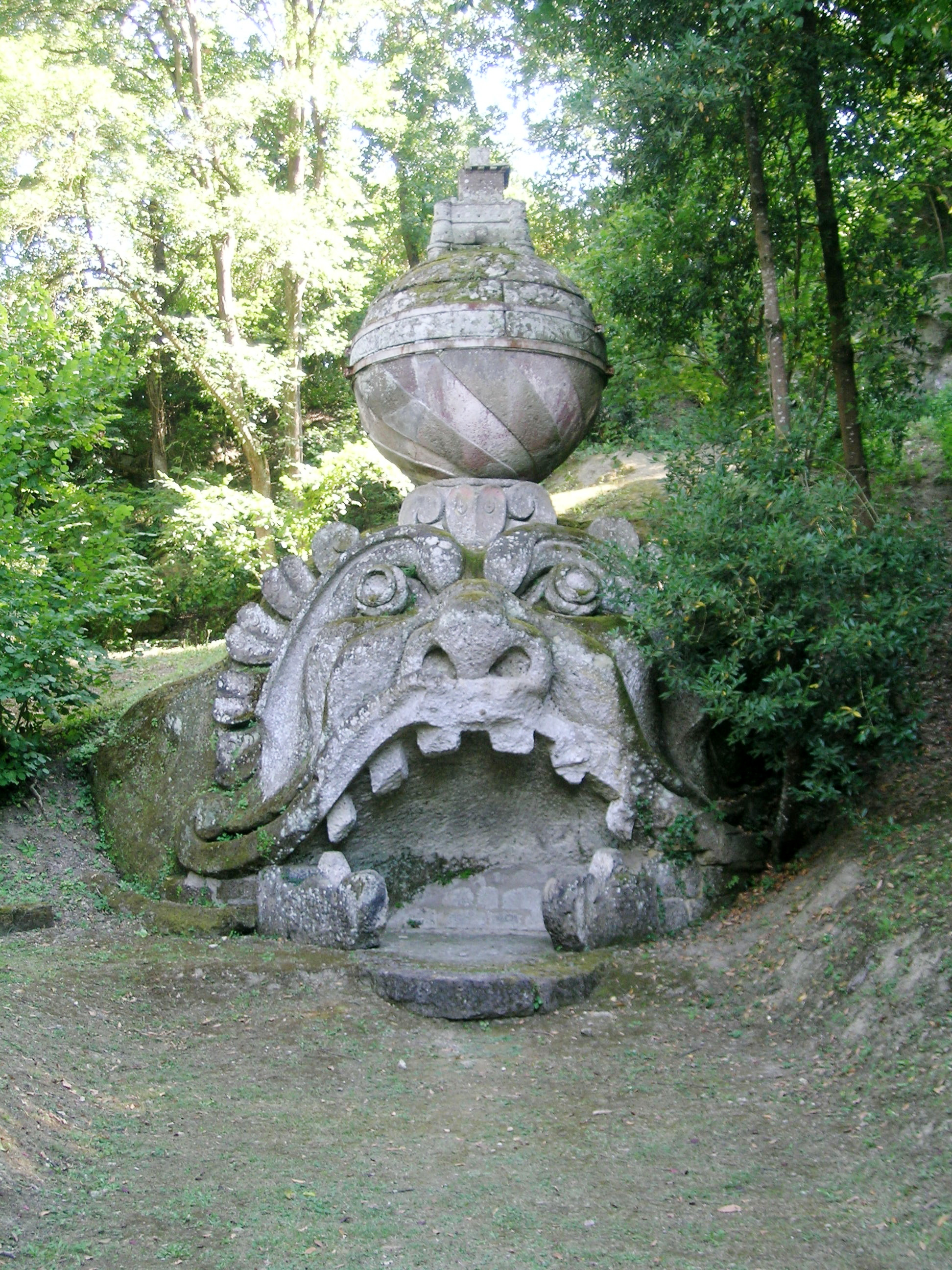
Парковая скамейка
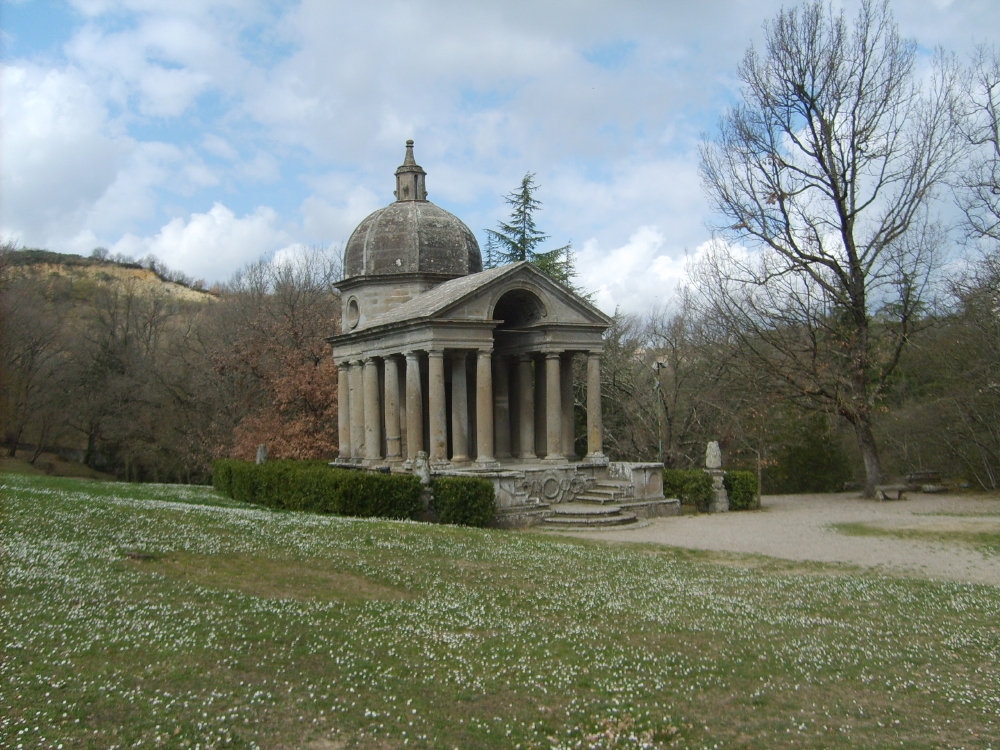
Сад Бомарцо, небольшой храм.

Как памятники известным личностям рассматривались известные сады барокко уже в XVII—XVIII вв. (Версаль связан с королём Людовиком XIV, Петергоф— с царем Петром I, сад в Варшаве — с министром Генрихом Брюлем). В XIX веке сады получают статус исторических памятников, часто без прямой зависимости от именитых обладателей, ибо художественная ценность некоторых садов и парков получила самостоятельное значение (сад Хет Лоо, Голландия, сад Лазенковского дворца, Польша, сад барокко замка Во-ле-Виконт, Франция, сады Несвижского замка, Беларусь). По историческим планам садов, извлеченным из архивов, начата реставрация или восстановление первоначальной планировки (цветник сада при дворце Монплезир, Петергоф, сад Рундальского дворца, Латвия).

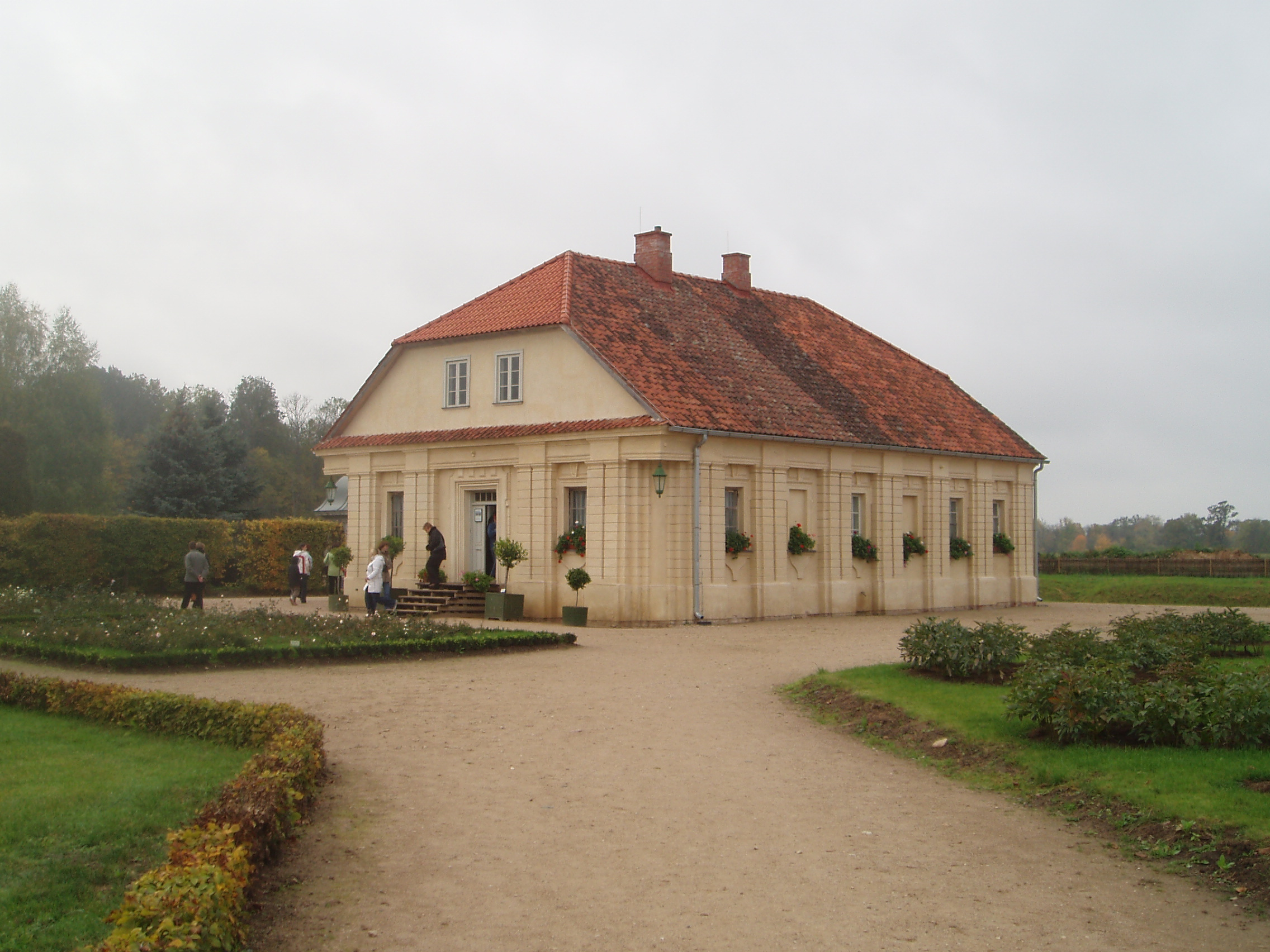
Парк Рундальского дворца, парковый павильон
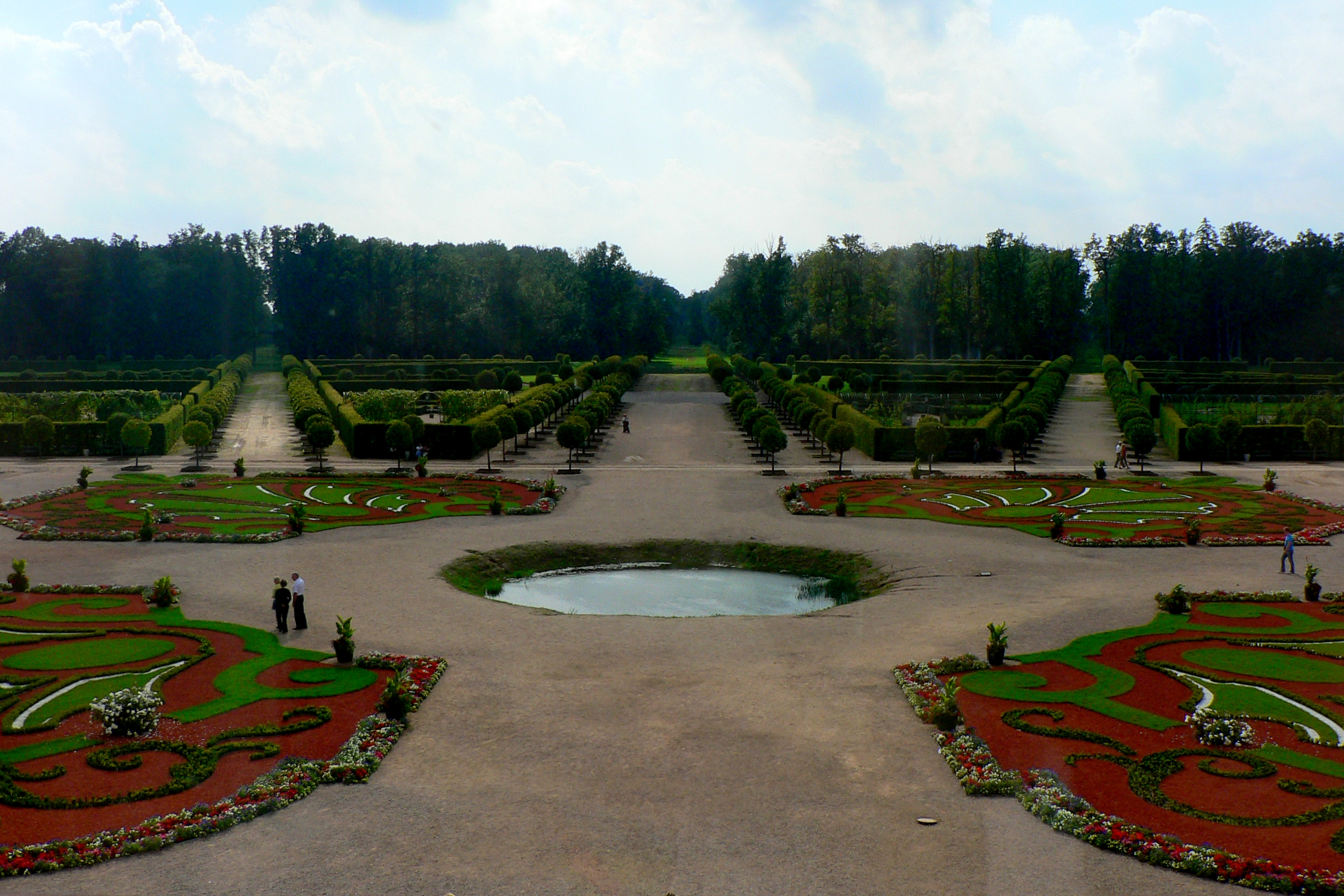
Парк Рундальского дворца, восстановление
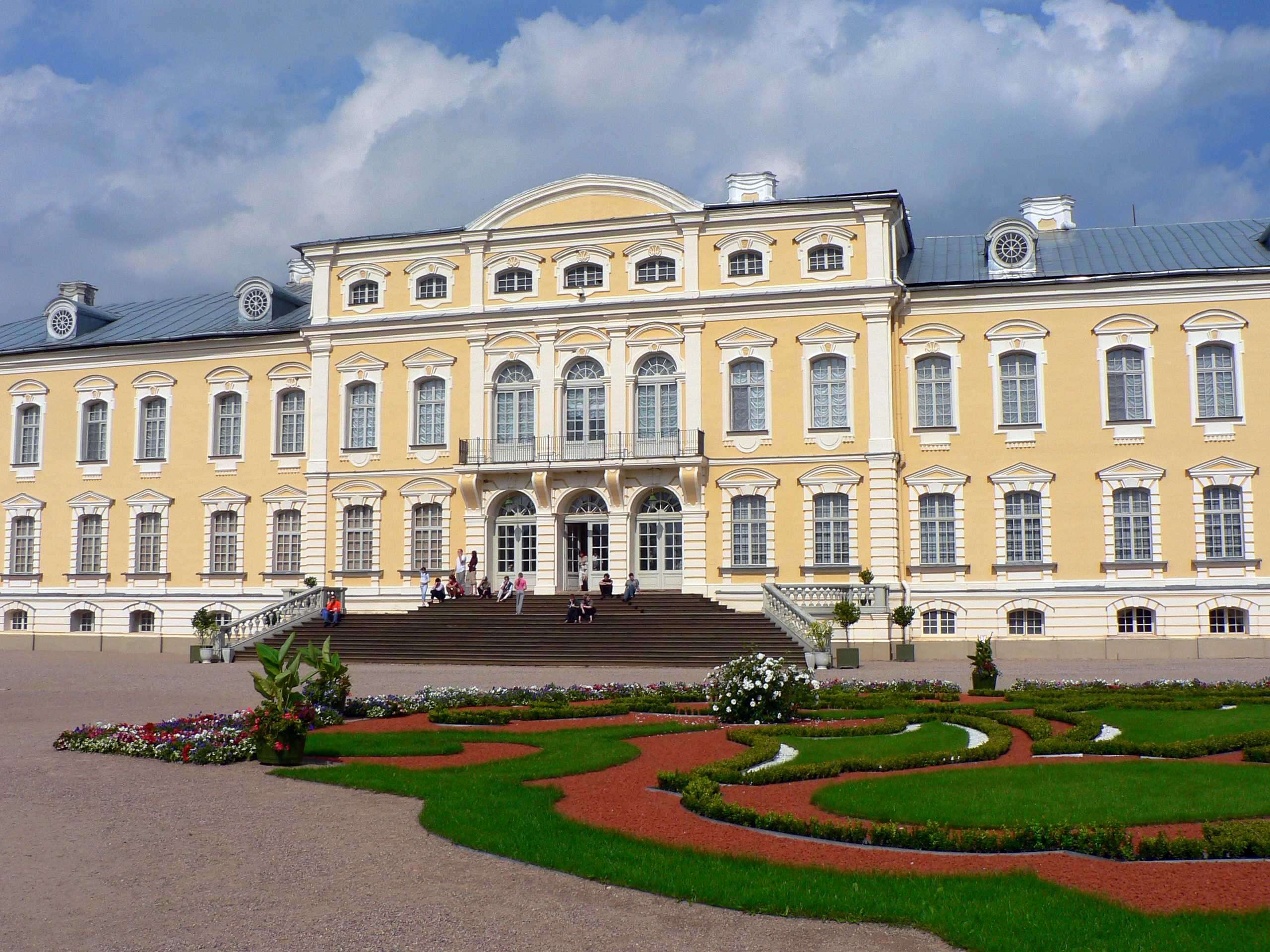
Рундальский дворец, парковый фасад
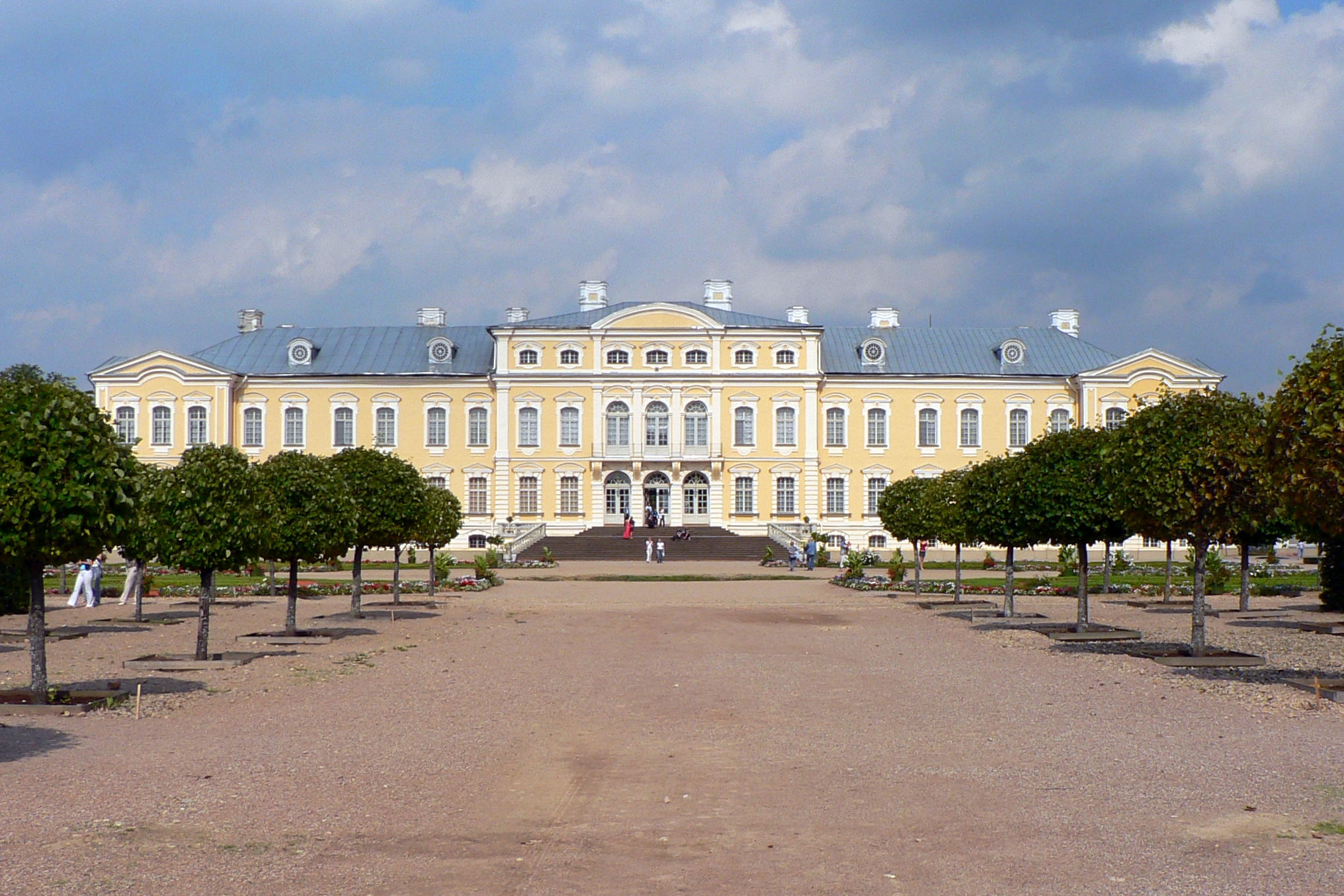
Центральная аллея сада Рундальского дворца

Осознание художественной ценности отдельных садов прошлого пришлось на сутки XIX века, шло как восстановление садов прошлого, восстановление их в почти первозданный вид (Хет Лоо, Во ле Виконт), так шло и уничтожения уникальных садово-парковых ансамблей, среди которых -
- сад врача Бидлоо в Москве
- усадебные сады ландшафтного дизайнера 18 в. Филиппа Пермякова
- Итальянский парк (Подгорцы)
- сад при дворце Мезон-Лаффит, Франция
- сад Ружанского дворца, Беларусь и ряд других.

## Реставрации садов Помпей

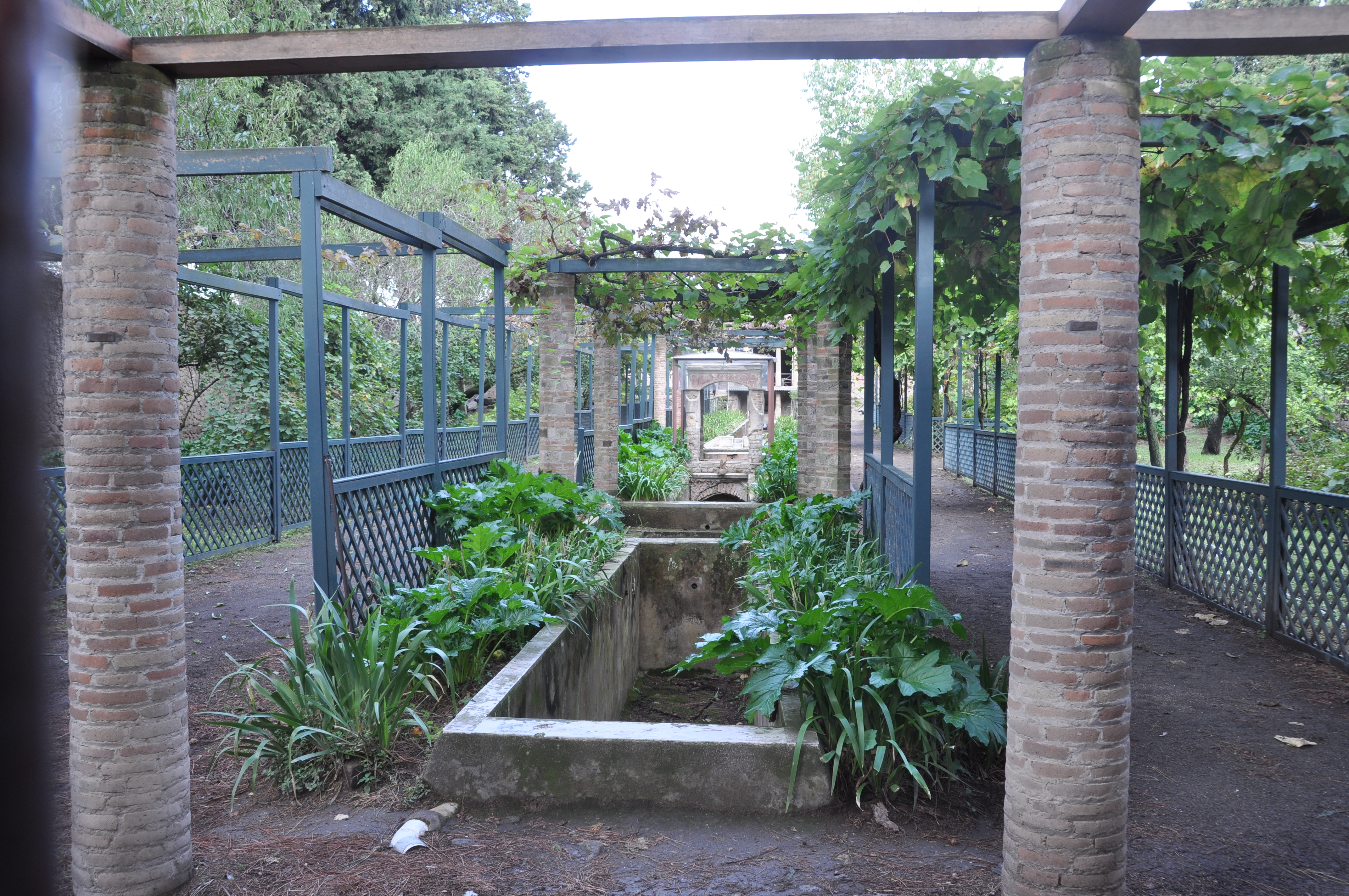
Помпеи, дом Октавия, восстановленная часть сада

В XX веке появилась возможность воспроизведения давно исчезнувших садов Помпей. Засыпанные вулканическим пеплом растения садов и мертвые существа при виллах создавали полости. Итальянские исследователи пришли к выводу, что можно заполнить эти пустоты жидким гипсом. Исследование полученных слепков дали образцы корней растений, которые использовались в садах погибшего города Помпеи. По типу корней распознали растения. При консервации и частичном восстановлении вилл и садов в Помпеях участки бывших садов восстановлены современными растениями, если их аналоги найдены в современности.

## Консервация в исторических парках-памятниках
Консервация — первый этап восстановительных работ в парках. Идет уход за его состоянием, сохранение существующей пространственно-распланированной композиции и её частей, ремонт и восстановление сохранившихся архитектурных сооружений, санитарные вырубки и лечение растительных болезней, придерживаются охранительного режима и предотвращения дальнейших нежелательных изменений исторического облика парка.